# Vladimír Kyas
Vladimír Kyas (27. února 1917 Tišnov – 24. května 1990 Brno) byl český slavista a editor staročeské bible.
Studoval v letech 1936–1946 na Filosofické fakultě Masarykovy univerzity v Brně slovanskou filologii, klasickou filologii a hudební vědu (v roce 1950 udělen titul PhDr.).
Je pohřben na Ústředním hřbitově v Brně.

## Dílo
Kompletní bibliografie Vladimíra Kyase, zahrnující práce vydané mezi lety 1940 až 2009, jejichž byl autorem nebo spoluautorem, čítá 104 položek.